# Borau
Borau – gmina w Hiszpanii, w prowincji Huesca, w Aragonii, o powierzchni 41,72 km². W 2011 roku gmina liczyła 84 mieszkańców.